# Icheon
Icheon (Icheon-si; 이천시; 利川市), è una città della provincia sudcoreana del Gyeonggi.